# Gnamptogenys banksi
Gnamptogenys banksi é uma espécie de formiga do gênero Gnamptogenys.